# Reul (Unternehmen)

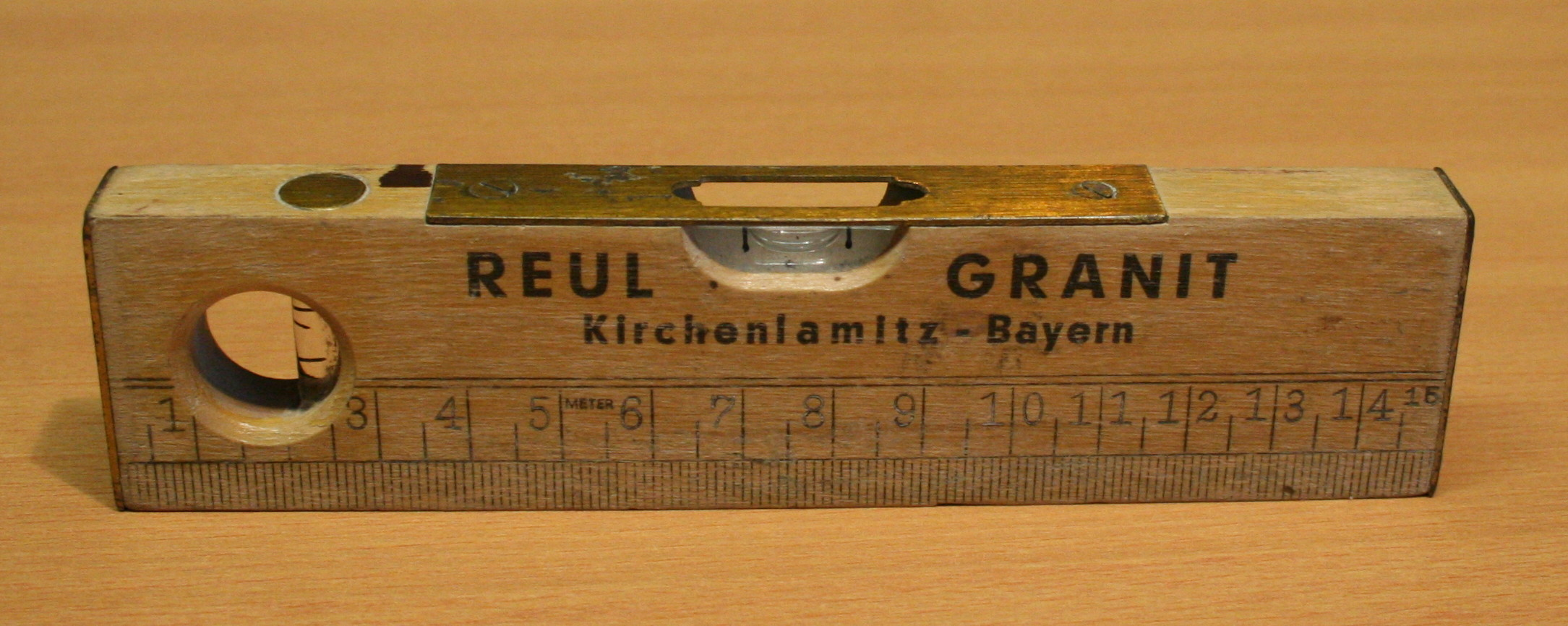
Werbegeschenk der Reul Granit AG

Reul war ein deutsches Unternehmen der Steinindustrie in Kirchenlamitz im Fichtelgebirge. Es wurde 1890 von Andreas Reul sen. gegründet, hatte im Lauf der Zeit verschiedene Firmen und unterschiedliche Rechtsformen, war weltweit aktiv und zählte zu den größten Steinindustrie-Unternehmen in Deutschland.

## Unternehmensgeschichte
Andreas Reul sen. war 1890 Mitbegründer des Unternehmens W. Franke & Reul, das eine Steinschleiferei und ein Granitwerk betrieb. Bereits im Jahr 1906 zählte es 200 Arbeitnehmer. Ein Teil der Betriebe wurde 1909 in die neu gegründete Fichtelgebirgs-Granit-, Syenit- und Marmorwerke AG – die spätere Grasyma – eingebracht. 

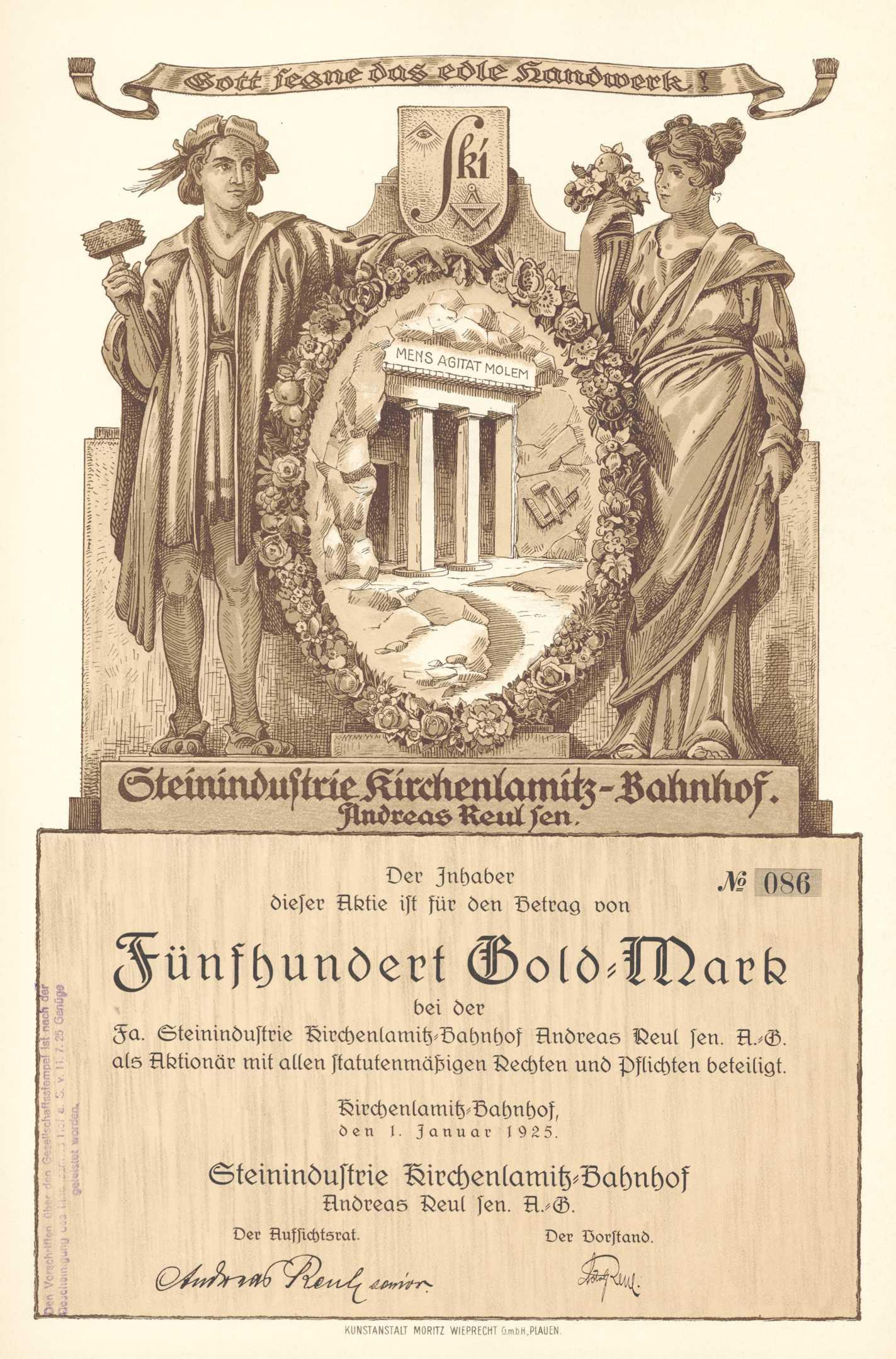
Aktie der Steinindustrie Kirchenlamitz-Bahnhof Andreas Reul sen. AG vom 1. Januar 1925; unterschrieben von Aufsichtsrat Andreas Reul sen. und Vorstand Adolf Reul

Mit dem in seinem Eigentum verbliebenen Betrieb gründete Andreas Reul sen. im Januar 1925 gemeinsam mit mehreren Familienmitgliedern (Andreas Reul. jun., Adolf Reul, Theodor Reul, Meta Reul und Antonie Rose geb. Reul) eine Aktiengesellschaft unter der Firma Steinindustrie Kirchenlamitz-Bahnhof Andreas Reul sen. AG.
Architekt Adolf Reul war Vorstand des Unternehmens und leitete das Werk I in Niederlamitz, während das Werk II in Kirchenlamitz in den Händen von Ingenieur Hans Reul lag. Die Firma wurde später in Reul Granit AG geändert.
Das Unternehmen besaß im Jahr 1965 mehrere Steinbrüche wie zum Beispiel für Kösseine-Granit und Epprechtstein-Granit im Fichtelgebirge.
Roland Reul-Smekens war der letzte Direktor des Familienunternehmens. Im Jahr 1986 übernahm der Konzern Heidelberger Zement die Reul Granit AG sowie zwei weitere Unternehmen (Teich in Kelheim und Marmorindustrie Kiefer in Kiefersfelden) und führte sie unter der Firma Kiefer-Reul-Teich in einer Holding zusammen. Im Jahr 1996 wurde das Unternehmen Kiefer-Reul-Teich liquidiert, damit erlosch auch endgültig die Firma Reul.

## Arbeiten bis 1965 (Auswahl)

### Deutschland
- Wandverkleidung und Treppe aus Epprechtstein-Granit in der Tiefgarage am Nationaltheater in München
- Wandverkleidung aus Gotenrot-Granit am Kreishaus Münster

### Ausland
- Fassade der United California Bank in Los Angeles aus Kleinwenderner Granit
- Fassade der La Balosise-Versicherung in Luxemburg aus Epprechtstein-Granit
- Fassade der Utvegbanki Islands in Reykjavík aus Weinberg-Granit
- Fassade der First National City Bank in San Juan (Puerto Rico) aus Labrador-Syenit